# Свети Илия (Илиуполи)
Вижте пояснителната страница за други значения на Свети Илия.
„Свети Илия“ (на гръцки: Ι. Ν. Προφήτου Ηλιού Ηλιουπόλεως) е православна църква в солунското предградие Илиуполи, Гърция, енорийски храм на Неаполската и Ставруполска епархия.
Църквата е разположена на улица „Еврипидис“ № 1. Основният камък е положен от митополит Дионисий Неаполски и Ставруполски в 1975 година. Изграждането на долната зона завършва в 1977 година. През март 1980 година започва изграждането на основния храм, който е завършен през 1984 г. Откриването на храма става на 5 май 1988 година от митрополит Дионисий.
Църквата е във византийски стил, кръстовидна с купол и две камбанарии интегрирани във фасадата на сградата. Изписването на вътрешността започва през 1973 година.